# Marc Manili (poeta)
Marc o Gai Manili o Manli o Mal·li, (segle I dC) va ser l'autor d'un poema astrològic en cinc llibres conegut com a Astronomica, interromput al cinquè llibre, que tracta de temes de cosmologia, de cosmogonia i, sobretot, d'astronomia i astrologia, escrit entre els anys 9 i 16 dC, i dedicat a l'emperador Tiberi. Probablement visqué durant els regnats d'August i de Tiberi. Se li han atribuït molts llocs de naixement, però probablement va néixer a Itàlia.
L'argument del llibre I és astronòmic, i segueix l'astrònom Arat. Serveix d'introducció als altres quatre llibres, de tema astrològic, sobre les propietats dels cossos celestes, sobre les tècniques d'elaboració d'horòscops i sobre la influència de les constel·lacions sobre els destins de les persones que neixen sota aquells signes. Manili s'enorgullia d'haver estat el primer en versificar en llatí sobre temes astrològics, encara que es va basar en materials anteriors escrits en prosa.
El poema de Manili està elaborat sobre idees de la filosofia estoica, i en particular sobre la "simpatia còsmica", que en opinió dels estoics, garantia la veritat de les prediccions astrològiques. És un llibre de síntesi, on conflueixen temes com el destí, la presència del mal, l'evolució i el progrés, i l'estructura social.
Plini el Vell descriu un personatge amb el nom de Manli o Mal·li i diu d'ell que és un "Senator ille maximis nobilis doctrinis doctore nullo", però no se sap si és aquest Manili.